# Zentrum für Holocaust- und Minderheitenstudien

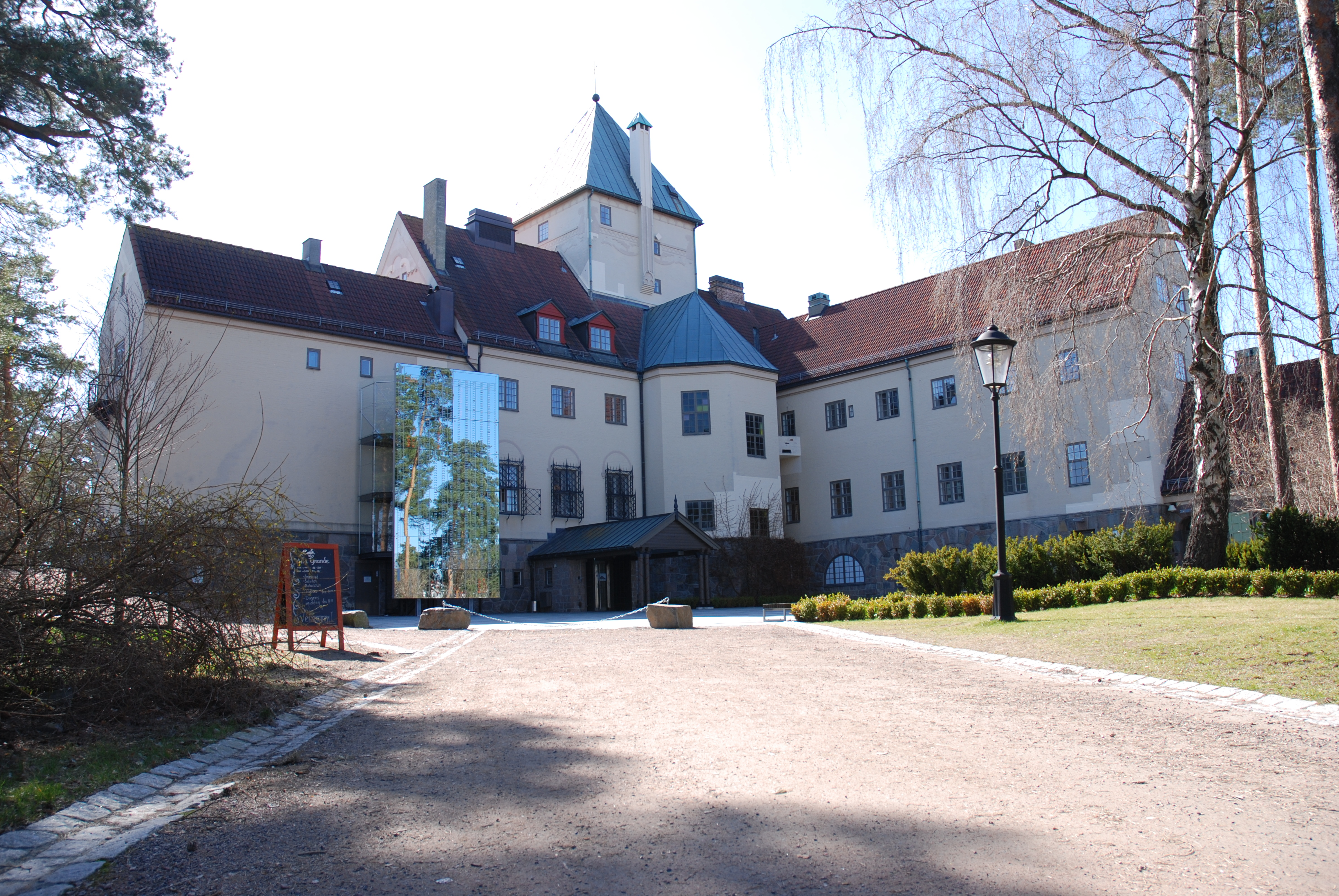
HL-Zentrum in der Villa Grande in Bygdøy bei Oslo.

Das norwegische Zentrum für Holocaust- und Minderheitenstudien (norwegisch Senter for studier av Holocaust og livssynsminoriteter) auch als «HL-senteret» (HL-Zentrum) oder  «Holocaustsenteret» (Holocaustzentrum) auf Bygdøy in Oslo, ist eine Stiftung, die 2001 von der Universität Oslo und der norwegischen Regierung auf Initiative der jüdischen Gemeinde in Oslo gegründet wurde. Ebenso unterhält es feste Beziehungen zur Gedenkstätte Yad Vashem in Jerusalem und zu dem Jüdischen Museum in Trondheim.
Das Grundkapital kam aus einem Entschädigungsfonds für enteignetes jüdisches Eigentum in Norwegen aus der Zeit während des Zweiten Weltkriegs. Das Zentrum dient zur Forschung und Wissensvermittlung zum Holocaust, zu Diskriminierungen, Völkermord und zu den Menschenrechten, sowie soll es die Zivilcourage und Akzeptanz von Minderheiten in der Gesellschaft fördern. Das Zentrum nimmt dabei Bezug auf entsprechende historische und aktuelle Ereignisse zu dieser Thematik in aller Welt mit einem besonderen Schwerpunkt zu Norwegen. Der Direktor des Zentrums ist Guri Hjeltnes. Die Bilanzsumme der Stiftung betrug zum Ende des Jahres 2010 50.963.923 Kronen.
Das Zentrum wurde auf Bygdøy in Oslo in der Villa Grande eingerichtet, die von 1940 bis 1945 die Kriegsresidenz unter der Bezeichnung Gimle des norwegischen faschistischen Politikers und Ministerpräsidenten Vidkun Quisling gewesen war.
In den Zeitraum von 2002 bis 2012 war Odd-Bjørn Fure Forschungsdirektor. Fure argumentierte, dass die norwegische faschistische Partei Nasjonal Samling (NS) für die schwerwiegendsten landeseigenen Verbrechen während des Zweiten Weltkrieges verantwortlich war, insbesondere wenn es um die Auslieferung von norwegischen Staatsbürgern und Flüchtlingen, wie unter anderem von Juden an deutsche Behörden ging. Vieler dieser Personen fanden in deutschen Konzentrationslagern wie im KZ Auschwitz den Tod. Wenn die deutsche Besatzung in Norwegen ein wenig länger gedauert hätte, wäre es nach Fures Ansicht zu noch viel stärken Verfolgungen gekommen, von denen auch andere Minderheiten entsprechend betroffen wären. In dem Zusammenhang wird in einer Dauerausstellung des Zentrums, gefundenes Material ausgestellt, dass die Nasjonal Samling entsprechende Pläne hatte und mit dem Gedanken spielte zu einer jüdischen Endlösung für das sogenannte Resandefolket-Problem. Unter Resandefolket (deutsch Reisendes Volk) werden in Schweden und Norwegen hauptsächlich die Minderheiten der Sinti und Roma verstanden. Die Stigmatisierung und Brandmarkung von Minderheiten gehört mit zu den schlimmsten menschlichen Tendenzen und auch wenn sich so eine Ideologie etabliert, so zeigt die Geschichte, dass es auch normale Menschen ohne Angst gab, die den Betroffenen halfen.
Am 23. August 2006 wurde das Zentrum für Holocaust- und Minderheitenstudien in der Villa Grande offiziell eröffnet, in diesem Zusammenhang berichtete Gudleiv Forr vom Dagbladet von einem einzigartigen Zentrum in Norwegen. Forr begründete dies damit, dass das Zentrum nicht «nur» seinen Schwerpunkt in einem der schlimmsten Verbrechen der Menschheit darstellt, sondern weil es auch den Holocaust in der Perspektive von globalen Verfolgungen und Traditionen in der  modernen Geschichte aufzeigt.
Zu der gleichen Sache, wies Harald Stanghelle in der Aftenposten darauf hin, dass das Zentrum in einer Zeit eröffnet, wo die letzten Zeugen des Kampfes gegen den Nationalsozialismus uns verlassen, während der Antisemitismus heute wieder zunimmt.  In einem Leitartikel des Morgenbladet schrieb Alf van der Hagen, dass das Zentrum in der Villa Grande uns zeigt und vermittelt, was irrationale Überzeugungen anrichten können. Als aktuelle Beispiele werden auch heutige Verbrechen, wie unter anderem der Völkermord in Darfur gezeigt oder Ressentiment im derzeitigen Iran, der sich heute als antisemitisch definiert.